# Chansons aus Österreich
Unter dem Titel Chansons aus Österreich fand am 6. Februar 1957 die österreichische Vorentscheidung zum Eurovision Song Contest 1957 statt. Moderiert wurde die Sendung von Max Lustig.

## Format

### Konzept
Am Vorentscheid selbst nahmen 5 Interpreten mit je zwei Liedern teil. Musikalisch begleitet wurde der Vorentscheid vom ORF Orchester unter der Leitung von Carl de Groof. Die Veranstaltung wurde live im Fernsehen übertragen.
Das Voting selbst erfolgte von einer Jury, wobei drei Mitglieder live vor Ort im Wiener Stadttheater saßen und drei Mitglieder verteilt in den Städten Salzburg, Graz und Linz. Zudem konnte das Saalpublikum via Applaus abstimmen.
Bis auf den Siegertitel Wohin, kleines Pony? sind keine weiteren Beiträge bekannt. Auch ist nicht überliefert mit wie vielen Punkten das Lied gewann bzw. wie groß sein Vorsprung war.

## Ergebnis
| Platz   | Interpret       | Lied                 | Stimmen |
| ------- | --------------- | -------------------- | ------- |
| 01.     | Bob Martin      | Wohin, kleines Pony? | k. A.   |
| 02.–10. | Bob Martin      | k. A.                | k. A.   |
| 02.–10. | Erni Bieler     | k. A.                | k. A.   |
| 02.–10. | Erni Bieler     | k. A.                | k. A.   |
| 02.–10. | Elfie Friedrich | k. A.                | k. A.   |
| 02.–10. | Elfie Friedrich | k. A.                | k. A.   |
| 02.–10. | Axel Santy      | k. A.                | k. A.   |
| 02.–10. | Axel Santy      | k. A.                | k. A.   |
| 02.–10. | Harry Winter    | k. A.                | k. A.   |
| 02.–10. | Harry Winter    | k. A.                | k. A.   |